# Dániel könyvének kiegészítései
Dániel könyvéhez a Theodotion-féle fordítás hozzátoldott egy könyvet, a Dániel könyvének kiegészítései  lett a neve. Egy deuterokanonikus rész az Ószövetségből. Három fejezetet tartalmaz, amelyek nem találhatók meg Dániel könyve héber/arámi (protestáns) szövegében.
A három fejezet a következőː
- Azariás imája és A szent három gyermek éneke
- Zsuzsanna és a vének
- Bél és a sárkány

## Keletkezése
Azariás imádsága (Dániel egyik társa) körülbelül a Kr. e. 160-as években íródott, amikor is IV. Antiokhosz elnyomás alatt tartotta a zsidókat. A szent három gyermek éneke (a három ifjú a tüzes kemencében) valószínűleg jeruzsálemi papi körökben íródott.
Zsuzsanna és a vének története kb. Kr. e. 170-130-ban volt összeállítva. 
Bél és a sárkány megírása idejének meghatározása kissé nehéz, a szöveg eredetéről nincs megbízható információ.

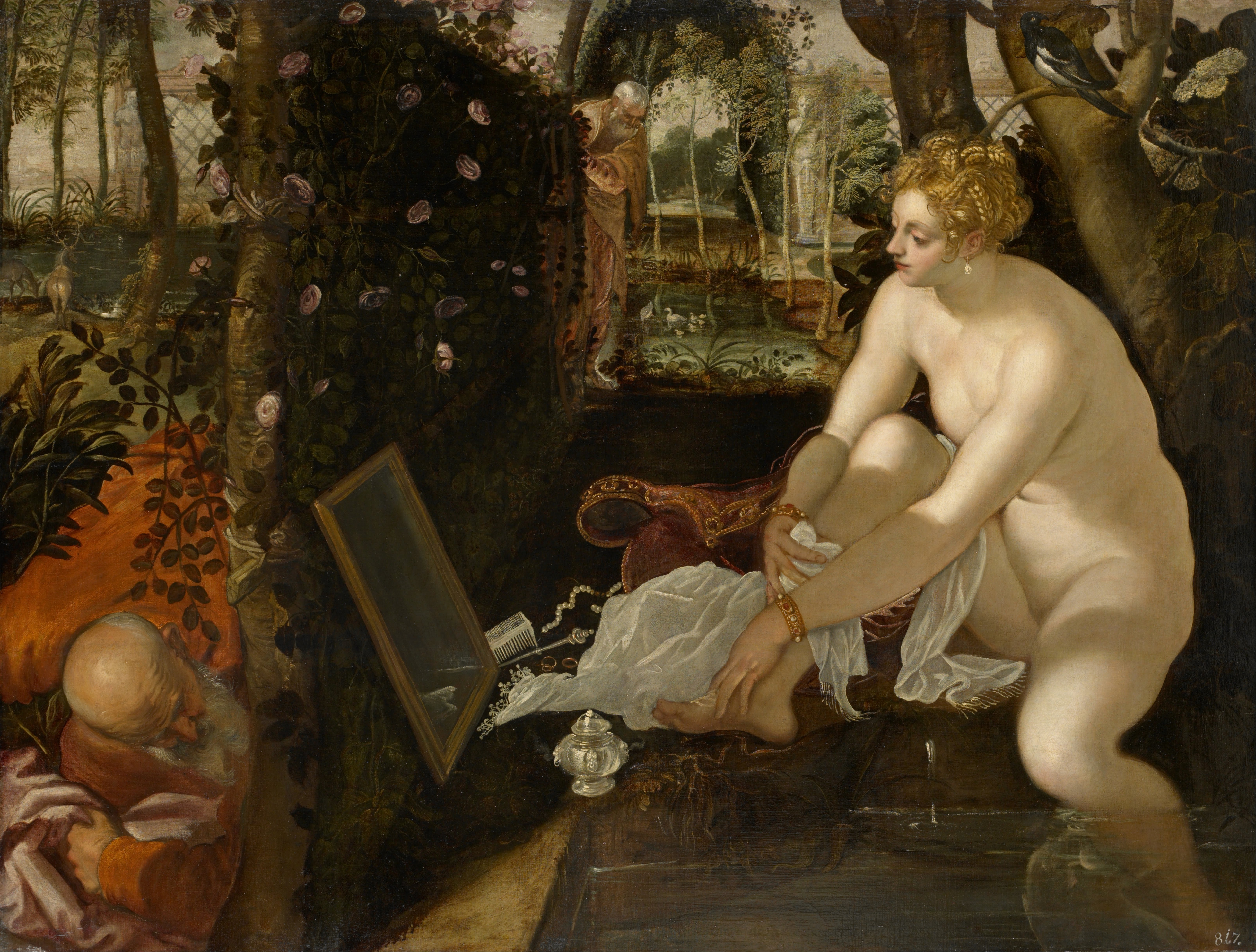
Tintoretto festménye. Zsuzsanna és a vének

## Zsuzsanna és a vének
Két Babilonban élt vén Zsuzsanna után áhítoztak. Egyik nap megbeszélték egymás között, hogy házasságtörésre kényszerítik az asszonyt.
Azonban Zsuzsanna erkölcsös nő volt, és ellenállt. Erre a vének hamis tanúvallomást tettek a bíróságon. A bíróság el is ítélte Zsuzsannát, azonban Dániel megjelent a gyűlésen és keresztkérdésekkel kiderítette az igazságot, így a véneket ítélték halálra, az asszonyt pedig felmentették.

## Bél és a sárkány
Az alexandriai zsidó fordítások között találták meg ezt a hozzácsatolt történetet. Dániel próféta felfedi a Bél bálványát (kultikus szobrát) imádó papok ravaszságát avval, hogy a papok viszik el a bálványszobor elől a kihelyezett ételt, amit a bálványistennek kellene elfogyasztania. Hamut szór a földre, és másnap jól kivehető a papok lábnyoma, akik éjjel elviszik az ételt. A papokat a király haragjában megöli. Dániel összetöri a bálványt és furfanggal megöli a kígyót is, amit a perzsák bálványoztak. Ezért Dánielt az oroszlánok közé vetik egy verembe.

## Dániel az oroszlánok között

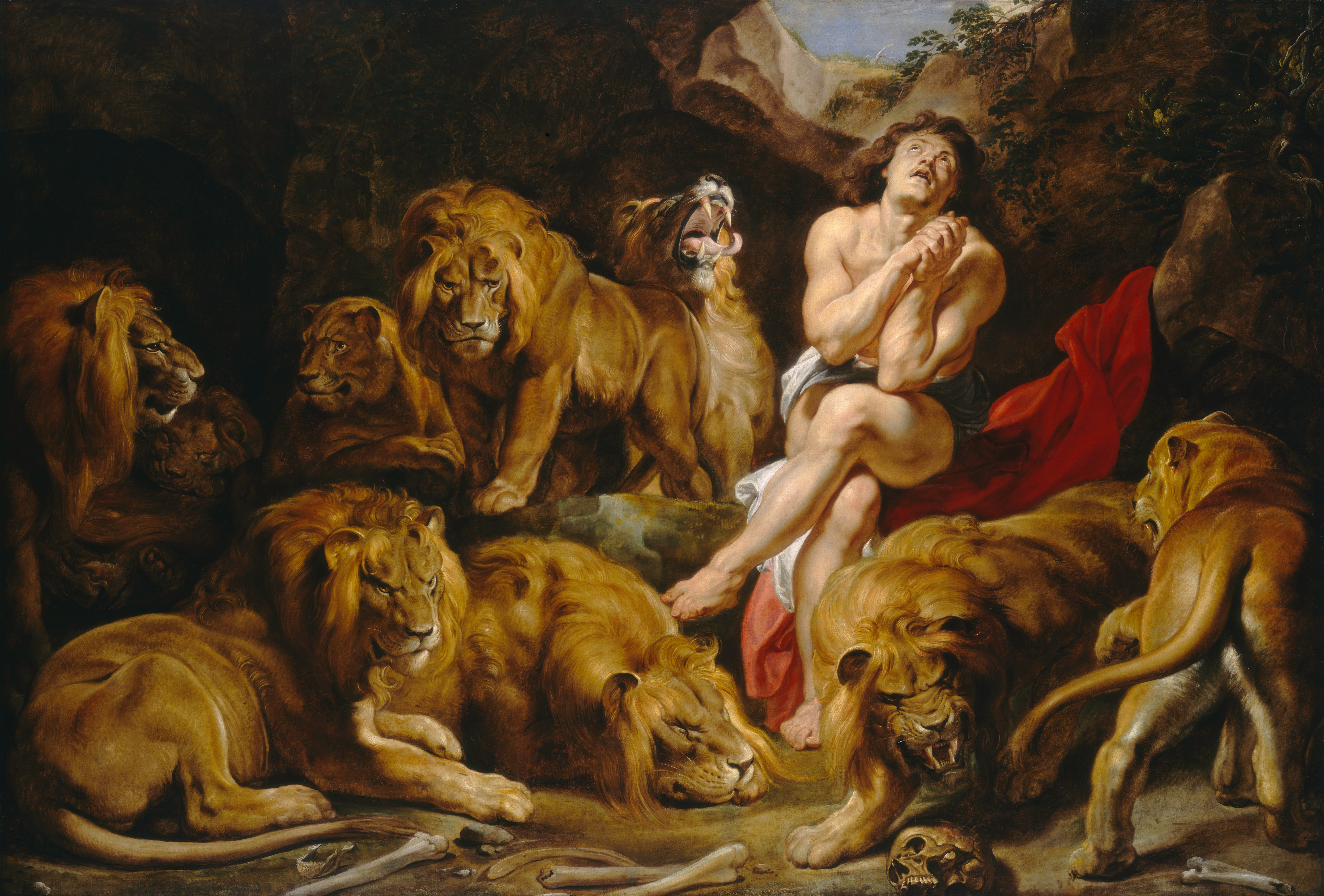
Rubens: Dániel az oroszlánok között

Egy angyal Habakuk prófétát hajánál fogva Dánielhez repíti, hogy adjon neki enni. Habakuk eteti Dánielt, az oroszlánok nem falják fel Dánielt. Erre a király megmenti Dánielt és a vádlókat teszi be az oroszlánok közé, akiket menthetetlenül felfalnak.

## Mondanivalója
A könyvben példaesetek vannak leírva. A Tízparancsolat megszegői halálos bűnt követnek el, és Isten - akinek szándékait Dániel képviseli -, be is váltja a törvényt. Az igazakat megmenti reménytelen helyzetekből is, de a gonosz szándékúak elpusztulnak, nincs aki megvédené őket. Zsuzsanna esetében Mózes törvényei:
- Ne tégy felebarátod ellen hazug tanúbizonyságot!
- Ne törj házasságot!
- Ne kívánd felebarátod házát, ne kívánd felebarátod feleségét, se szolgáját, se szolgálólányát, se ökrét, se szamarát, se semmit, ami a te társadé! (Semmit se, ami az ő tulajdona.)

Bél bálványisten példájában:
- Ne borulj le nekik és ne engedd, hogy szolgálatukra kényszeríttess, mert én, az Örökkévaló, a te istened, féltékeny isten vagyok..
- Ne lopj!

Összefoglalásként, a törvények a fogságban élő népre az idegen környezetben is érvényesek, ott sem kisebbíthetők, felejthetők el. Evvel a babiloni fogságban élők hitét, csoporttudatát kívánja erősíteni a szerző, így küzdve az asszimiláció ellen.